# Bodden Town FC
El Bodden Town Football Club es un equipo de fútbol de las Islas Caimán que juega en la Liga de las Islas Caimán, el torneo de fútbol más importante del país.
Fue fundado en 1970 en la localidad de Bodden Town.
Además fue un elenco invitado a la Copa Presidente de la OFC  en la edición 2014.

## Palmarés
- Liga de las Islas Caimán: 4

2012-13, 2013-14, 2016-17, 2019-20
- Copa FA de las Islas Caimán: 4

2001, 2009, 2013, 2017

## Participaciones internacionales
| Temporada | Torneo                         | Ronda          | Club              | Marcador | Global     |
| --------- | ------------------------------ | -------------- | ----------------- | -------- | ---------- |
| 2011      | Campeonato de Clubes de la CFU | Primera Ronda  | River Plate PR    | 0–2, 1–0 | 1–2        |
| 2014      | Campeonato de Clubes de la CFU | Fase de grupos | Bayamón FC        | 1-2      | 4.º lugar  |
| 2014      | Campeonato de Clubes de la CFU | Fase de grupos | USR Sainte-Rose   | 0–1      | 4.º lugar  |
| 2014      | Campeonato de Clubes de la CFU | Fase de grupos | Centro Dominguito | 2–5      | 4.º lugar  |
| 2014      | Copa Presidente de la OFC      | Fase de grupos | Singapur Sub-23   | 0-0      | 5º puesto  |
| 2014      | Copa Presidente de la OFC      | Fase de grupos | Auckland City     | 0–9      | 5º puesto  |
| 2014      | Copa Presidente de la OFC      | Quinto Lugar   | Fiyi Sub-20       | 3-0      | 5º puesto  |
| 2018      | CONCACAF Caribbean Club Shield | Fase de grupos | Cayon Rockets     | 2-1      | 3.er lugar |
| 2018      | CONCACAF Caribbean Club Shield | Fase de grupos | Centro Dominguito | 0–0      | 3.er lugar |
| 2018      | CONCACAF Caribbean Club Shield | Fase de grupos | Club Franciscain  | 2–5      | 3.er lugar |